# 報道特別番組
報道特別番組（ほうどうとくべつばんぐみ）とは、重大な事件・事故、災害などの事態などが発生した際に、日本の放送局がその日予定していた番組を急遽変更して放送する報道番組の一般的な呼称。俗に言う「臨時ニュース」の一種である。報道特番（ほうどうとくばん）や特報（とくほう）などの略称もある。

## 概要
正しくは「特別編成による報道番組」のことである。すなわち、その日予定されている番組編成枠（時間枠）に変更を加えて放送するもので、かつその内容が「報道」であるものを示し、別途規定される。時間枠に変更のないものは、報道特別番組ではなく「番組内容の変更」として扱われ、通常の手順によって放送される。つまり、「報道特別番組」「報道特番」「特番」といった場合には、単に予定されている番組の「その日のタイトル」であることが多くあるのでここでは時間枠に変更を加えて放送する、いわゆる特別枠として扱われるものを「報道特別番組」と定義して述べる。大地震や大津波などが発生し、かなりの緊急性を要する場合は「緊急」の語がさらに冠されて放送することがある。
特に公共放送でもある日本放送協会（NHK）では、災害対策基本法や国民保護法で報道機関唯一の指定公共機関に指定されており、NHKでは大災害の際には被災者の生命と財産を守るため、防災情報を正確・迅速に放送する責務を、有事の際には警報、避難の指示、緊急通報の3つの緊急情報を放送する責務を負うことになっている。またはNHKと各民間放送局（民放）ともに報道特別番組の実施についてはそれぞれ特別の規定（自主規定）を持ち、これに従って報道特別番組は実施されている。民放の場合、広告出稿者（スポンサー）との出稿契約時に、報道特別番組時のコマーシャルメッセージ（CM）の取り扱いについて別途、取り決めがなされる。
電波メディアでもあるテレビ・ラジオの持つ「同時性」「臨時性」「機動性」を最大限に活用することは、国民から電波を負託されている放送局の使命であり、国民に対して一刻も早く重大な情報を伝えることを目的として実施されるものが報道特別番組である。例えば、一般的に突発的な事件・事故が発生した場合、放送局の報道担当部署は番組編成担当部署に緊急連絡を入れる。番組編成担当部署は事件・事故の状況、規模、今後の見通しなどを報道担当部署に確認、意見を聞いた上で「いつ」「いかに」伝えるかを判断、さらに関連するセクションと協議して報道特別番組の実施を決定する。この判断の基準は原則として各放送局や各放送系列の持つ自主規定である。したがって各放送局・各放送系列によって、どのようなものを報道特別番組とするかの判断には違いがあり、同じ内容のものであっても放送する放送局と「放送しない」あるいはその日に予定されている編成枠内で扱う程度に留める放送局とに分かれることがある。

## ゴールデンタイム・プライムタイムの枠に実施
災害
- 1986年11月21日の三原山噴火
- 1995年1月17日の兵庫県南部地震（阪神・淡路大震災） - 発生から終日約2日間特別編成。
- 2004年10月23日の新潟県中越地震
- 2011年3月11日の東北地方太平洋沖地震（東日本大震災）並び福島第一原子力発電所事故 - 発生から終日約4日間特別編成。
- 2016年4月14日の熊本地震
- 2018年9月6日の北海道胆振東部地震
- 2019年
  - 6月18日の山形県沖地震
  - 10月12日の令和元年東日本台風（台風19号）
- 2024年
  - 1月1日の能登半島地震[5]
  - 8月8日の日向灘地震（南海トラフ地震に関連する情報[6]）

国際関係
- 2001年9月11日のアメリカ同時多発テロ事件
- 2023年11月21日の北朝鮮による飛翔体発射実験[7]
- 2024年5月27日の北朝鮮による飛翔体発射実験[8]

重大な刑事事件
- 1972年2月19日のあさま山荘事件
- 1995年3月20日の地下鉄サリン事件
- 2022年7月8日の安倍晋三銃撃事件

大事故
- 1985年8月12日の日本航空123便墜落事故

社会・経済的影響
- 2020年4月7日の新型コロナウイルス感染拡大に伴う、新型インフルエンザ等対策特別措置法に基づく緊急事態宣言発出[9]

皇室関係
- 1989年1月7日の昭和天皇崩御 - 当日（午前8時以後）と翌日8日は全局、通常番組編成を全て中止して特別編成に差替え[注 1]。

その他
- 2020年1月8日のカルロス・ゴーン日産自動車元会長の記者会見
- 2025年1月27日及び同年3月31日のフジテレビ経営陣による記者会見（フジテレビ不適切接待疑惑問題）[10][11]

## 具体例
災害
実施される代表例。水害、震災、噴火、火災などで大きな被害が出ている、またはその可能性のあるような場合（台風の日本への接近や上陸が予想されている、気象の特別警報や警報が発表された、Jアラートが送出された等）。
局地的なものについては、地元ローカルないしブロックローカルで収めることがある。
NHKは気象業務法第15条第1項・第6項の規定により、気象、地象、津波、高潮、波浪および洪水の警報が出た時、そして東海地震の警戒宣言が発された場合は報道特別番組を開始し、開始前の番組内容は中断となる。特に震度6弱以上の地震が確認された場合は、報道特番開始時にNHK独自のチャイム（1941年12月8日の、大本営発表による対米英開戦を伝えた当時から使用されている物）を鳴らし（定時の報道番組の最中だったとしても例外ではなく、静岡県東部地震は東日本大震災関連の放送となった『ニュースウオッチ9』の放送中に起きた。また熊本地震の発生も『ニュースウオッチ9』の放送中だった）、NHKの国内放送すべての放送波で総合テレビと同時放送を行う（2023年12月に放送を終了したBS103chのEPGは「BSプレミアムの番組は、101ch（NHK BS）でご覧いただけます。」を「ニュース」に変更し、放送終了のお知らせを中断して放送する）。また、地震によって気象庁または各地方の気象台より津波警報または大津波警報が発表された場合には緊急警報放送を実施し、一層の注意、警戒を呼びかける。2006年以降になると緊急地震速報を利用したシステムが導入され、津波情報の伝達が地震発生から1 - 2分程度と非常に速くなったため、海底が震源の強い地震が発生した場合は緊急警報放送（津波警報が出ず津波注意報のみ発表の場合は津波注意報の発表を示す日本列島地図の表示）と同時に報道特別番組が開始というケースも多くなっている。
大規模武力衝突
1991年1月の湾岸戦争、2001年9月11日のアメリカ同時多発テロ事件およびその後の対テロ戦争、2003年3月のイラク戦争、2022年のロシアのウクライナ侵攻など。
空襲
戦時中はラジオで空襲警報が行われていた。現代では北朝鮮の弾道ミサイル発射に際して行われることがある。
国内政治
内閣総理大臣の内閣総辞職表明、または組閣および内閣改造や衆議院解散、国会による証人喚問などの場合。
これ以外には、2005年の郵政国会（第162回国会及び第163回特別国会）において、郵政民営化法案の本会議採決が行われた際にNHKとフジテレビが報道特別番組を編成したケース、2015年の第189回国会における、9月18日から19日未明にかけての平和安全法制の参議院特別委員会と本会議採決についてNHKが中継の報道特番を編成した例がある。郵政関連法案は当時内閣総理大臣の小泉純一郎の悲願であり、第162回国会における採決の際には「否決された場合は衆議院解散に踏み切る」（郵政解散）と宣言していた。なお、法案採決の模様を生中継するために実施されたケースは少ない。内閣総理大臣指名選挙の中継は、総辞職・総選挙後に行なわれる最初の臨時国会召集で行なわれることが分かっているので、報道特別番組になることはない。また、内閣総理大臣以外の重要な政治家の辞任・議員辞職（例を挙げると金丸信の自由民主党副総裁辞任）の際にも報道特番が組まれることもある。
なお、KBS京都テレビでは京都府議会定例会中継・京都市議会定例会中継でも「報道特別番組」というタイトルで放送している。
重大な刑事事件
テロリズムやハイジャック、大量殺人など多数の死傷者が出ていると見られる、もしくは多数の市民の生命が危険に晒されるような事件や、政治家などを狙った殺人事件が発生した場合。1970年3月31日のよど号ハイジャック事件、1974年8月30日の三菱重工爆破事件、1979年1月26日の三菱銀行人質事件、1989年8月の東京・埼玉連続幼女誘拐殺人事件、1994年6月の松本サリン事件、1995年3月20日の地下鉄サリン事件、1997年5月の神戸連続児童殺傷事件、1998年7月の和歌山毒物カレー事件、2000年5月の西鉄バスジャック事件、2007年4月の長崎市長射殺事件、2008年6月8日の秋葉原無差別殺傷事件、2015年6月の東海道新幹線火災事件、2016年7月26日の相模原障害者施設殺傷事件、2022年7月8日の安倍晋三銃撃事件がその実例。特にあさま山荘事件や地下鉄サリン事件では、終日実施された。なお、NHKで放送されたあさま山荘事件の人質救出日の報道特別番組は視聴率50.8%を記録し、現在も報道特別番組の視聴率としては歴代最高の数値となっている。
強制捜査
国民的関心の高い事件（上の「重大な刑事事件」以外にも政治事件や経済事件も含まれる）において、当事者に対して強制捜査が行われた場合。過去にはロッキード事件（1976年）やリクルート事件（1989年）、一連のオウム真理教事件（1995年）などがある。2000年代後半以降では、2006年1月のライブドア社に対する強制捜査（ライブドア事件）や、2006年6月の村上ファンドに対する強制捜査（村上ファンド事件）などがある。特にオウム真理教の強制捜査では、終日、断片的に実施された。
大事故
旅客機の墜落事故や、大きな鉄道事故など多数の死傷者が出ていると見られるような事故が発生した場合。1971年（昭和46年）7月30日の全日空機雫石衝突事故や2000年（平成12年）3月の営団日比谷線脱線衝突事故、2005年（平成17年）4月のJR福知山線脱線事故、2015年の東海道新幹線火災事件がその実例。
火災事故
人が集まる施設などで大きな火災事故・爆発事故など多数の死傷者が出ていると見られるような事故が発生した場合。1972年（昭和47年）5月13日の千日デパート火災や1973年（昭和48年）11月29日の大洋デパート火災、1980年（昭和55年）11月20日の川治プリンスホテル火災、1982年（昭和57年）2月8日のホテルニュージャパン火災、2001年（平成13年）9月1日の歌舞伎町ビル火災がその実例。
刑事裁判
1976年2月のロッキード事件やオウム真理教事件など、大きな事件の重要な公判（初公判や判決公判）の場合に実施されることがある。2009年8月3日から東京地方裁判所で始まった足立区女性整体師刺殺事件の公判（裁判員制度による初めての公判）や、2009年10月の女優の酒井法子の覚醒剤取締法違反事件の公判の時も実施された。
日本国外の重大事件・事故
日本国外の要人の死亡や大規模なテロ事件、戦争勃発などの場合。1963年11月のケネディ大統領暗殺事件、1976年9月の毛沢東死去、1982年11月のブレジネフソ連共産党書記長死去、1983年9月の大韓航空機撃墜事件、1991年8月のソ連クーデター、1994年7月の当時の北朝鮮の金日成国家主席の死去、1997年8月の元皇太子妃・ダイアナの事故死、2006年7月と2009年4月と2016年2月と2017年8月・9月の北朝鮮のミサイル発射、2006年10月の北朝鮮の核実験、2011年12月の当時の北朝鮮総書記・金正日の死去、2015年2月1日のISILによる日本人人質殺害事件、2020年1月8日のカルロス・ゴーン日産元会長の記者会見がその実例。
皇室関連
重篤な病気や崩御・薨去などの不幸の場合のみならず、即位や婚約・結婚、妊娠判明・出産などの慶事の場合であっても実施されることがある。1959年4月10日皇太子明仁親王（後の天皇）御結婚や1993年6月9日の皇太子徳仁親王結婚の儀などがその例。
その他
その他にも、国民的関心の高い出来事と思われる場合に実施される。1969年7月21日のアポロ11号月面着陸や1974年3月12日「小野田さん帰国」などがその例。

## 放送について

### NHK
NHKでは、「報道特別番組」という名称は一切使われず、「特設ニュース」などと呼ばれる。総合テレビ（NHK G）、R1を主力に、BS、日本国外向け国際放送のNHKワールド・プレミアム、NHKワールド・ラジオ日本で、先述のとおり、予定の番組が終わった直後に、「ここでニュースをお伝えします」の前置きと共に切り替えて放送される（定時の通常ニュースはテレビでは「n時になりました。ニュースをお伝えします」、R1では「n時のNHKニュースです」。高校野球中継の期間だけ、定時には出来ないので、放送席からマイクを渡されて初めて「ではニュースをお伝えします」）。ワールドTVプレミアムでは、有料放送を行っている国ないしは時間帯であっても特設ニュースがあった場合はノンスクランブルでの無料放送に切り替えさせる。
NHKの場合、前述のように災害対策基本法や武力事態対処法の指定公共機関に指定されていること、公共放送として全国が一法人組織であり、民間放送のようなスポンサーやネットワークとの絡みがないことから、機動的にNHKニュースの放送枠を拡大（短い場合は2 - 5分程度で後続の番組をその分シフトさせて番組宣伝やミニ番組を削る、長い場合は完全に休止）して対応（EPGには「ニュース」と記載）することが多い。
EテレとR2、FM放送では、後述する「全波全中」が行われる場合を除き、原則として実施されない。そのため、Eテレ・R2・FM放送では通常番組を放送しているというケースもある。総合テレビ、R1が国会中継あるいは大相撲・高校野球など長時間のスポーツ中継となっている状態で差し替えが発生し、かつ全中とならない場合は、該当中継をEテレおよびFM放送にチャンネル変更とする。
国外向け英語放送のNHKワールドTVでも緊急報道を行う必要がある場合は、総合テレビの副音声として流れる英語のアナウンスを主音声としてサイマル放送したり、『NHK NEWSLINE』の放送時間を拡大、あるいは独自の英語テロップを使用するなどの措置を取る。
気象庁震度階級で6弱以上の揺れを観測した大型の地震、津波警報・大津波警報を伴う津波、天皇崩御や軍事攻撃などの非常事態が発生する恐れがある場合は、別番組が放送されている可能性のあるEテレ、R2、FM放送、BS、BSP4K、BS8K（BSプレミアム発足前はBS2・BShi）を含めて、東京渋谷ニュースセンターからの全チャンネルサイマル放送（NC発全波全中）となる場合がある（切り替えるかローカルで収めるかの判断は東京渋谷の放送センターで行われる。過去に天災では日本海中部地震、阪神・淡路大震災、新潟県中越地震、東日本大震災、熊本地震、北海道胆振東部地震、能登半島地震などが、それ以外では1980年（昭和55年）のハプニング解散、1989年（昭和64年）の昭和天皇崩御などの例が挙げられる）。この場合、すべての放送波がニュースセンターの映像／音声となり、政見放送の途中で割り込むこともあり得る。なお、R2で毎日16時から放送されている『気象通報』は気象業務法や同施行規則の規定により津波警報および緊急警報放送実施の場合のみ中止が許されており、それ以外の理由では必ず放送しなければならない。
2016年（平成28年）の熊本地震では、全波全中に加えて総合テレビのニュースをホームページ『NHK NEWS WEB』でストリーミング配信する初めての試みが行われた。
判決などである程度、時刻が予定されているものについては当日の新聞のテレビ欄などでその放送を予告するか、「中断あり」などと掲載することもある。東日本大震災から翌日の3月12日には、全てのチャンネル（ラジオ第2は地方紙の一部除く）で「本日は終日ニュースを放送します」の表示がされ、開始・12時・19時・深夜の区分け部分でも「ニュース（東日本大震災関連）」とのみ書かれた。

### 民放テレビ
民放5系列では、各系列ごとに特別番組実施に当たっての判断基準が異なる。その中でもテレビ東京系列（TXN）では、全国ネットでの報道特別番組が実施されることが他局に比べて少ない。
TBS系列（JNN）では、全国ネット放送実施のための協定が排他協定となっており、その適用の有無によって対応が変わる。TBSテレビ社内においては、協定適用により加盟全局での同時放送となったものを「J特」（じぇいとく）、そうでないものを「報特」（ほうとく）と通称する。具体的には、震度6弱以上もしくは東京23区内で震度5強以上の地震、もしくは津波警報の発令、また南海トラフ地震に関連する情報に関する発表がされた場合は「J特」、震度5クラスの地震、津波注意報、台風など局地性の強いニュースは各加盟局ごとに対応する。また、全国的に関心の強いニュースはTBSテレビから排他協定適用で発信させる傾向がある。静岡放送では、2024年9月の袴田事件再審判決に際して、「ゴゴスマ」をネットせず、独自に報道特別番組として伝えた。
なおクロスネット局では、大震災発生時等各キー局が揃って長時間の報道特別番組を編成している際、各キー局発の報道特別番組を飛び降り・飛び乗りを繰り返しながら放送することがある。民放テレビにおけるクロスネット局では、報道特別番組の系列切り替えを行う際、「ここで○○（系列）報道特別番組を終了し、ここからは○○（系列）報道特別番組をお送りします」という趣旨のテロップを流して対応することもある。このため、TBS系列でかつ他系列の同時ネット局が存在する通常番組を差し替える時は、JNN協定の適用外とする。日本テレビ発で他系列の同時ネットないしは共同制作局が存在する番組の差し替えでは、「NNN」ではなく「日テレNEWS24」の冠を付けることもある。
NHKにおけるNC発全波全中に相当する非常事態が発生する恐れがある場合、各キー局発の報道特別番組を下記のBSデジタル放送、CSデジタル放送及びインターネットテレビにてサイマル放送・配信される。
- 日本テレビ - BS日テレ・日テレNEWS24
- テレビ朝日 - BS朝日・ABEMA NEWS
- TBSテレビ - BS-TBS・TBS NEWS
- テレビ東京 - BSテレビ東京・日経CNBC
- フジテレビ - BSフジ

ローカル局では有事発生時に通常時は自局でネットしない、ないし飛び降り・飛び乗りとしているキー局発の情報・報道番組、ワイドショー番組を事実上の報道特別番組として臨時ネット・フルネットすることもある。逆ににキー局の情報・ワイドショー番組を途中で打ち切って自社制作の報道特番にすることもある。大地震・大津波・国政選挙の場合は全国ネットの報道特別番組を必要に応じてローカルに切り替えることもある。
また原爆が投下された広島県（広島平和記念式典）と長崎県（長崎原爆犠牲者慰霊平和祈念式典）では民放全局が平和記念式典を生中継するために報道特番を編成している。
ラテ兼営局であればラジオ側でテレビの報道特別番組の音声をサイマル放送することもある。
1990年代後半までは激しいBGMやテロップ等を使用する演出が見られたが、現在はこのような演出は少なくなった。

#### 差し替え時のリスク
実施にあたっては放送中の番組を中断したり、予定していた番組の放送全てを中止、もしくは延期という措置をとることになるため放送局には視聴者からの苦情や放送時間についての問い合わせが数多く寄せられることになる。
また放送予定だった番組を後日改めて放送するためには、別途、放送枠を編成する必要がある。バラエティ番組では1週分の収録を休止し、収録ペースを元に戻すことがある。
改編期特番や年末・年始特番、映画番組や2時間ドラマを中断・休止させた場合は翌週の同時間帯に改めて放送することは困難なため、一旦放送スケジュールを白紙にした上、後日改めて振替放送を発表する場合が多い。なお、前者ではゲスト出演者が出演する作品の宣伝を行うことがあり、特定の日が過ぎてからの宣伝になってしまうことがある。後者は他の放送予定の作品等の兼ね合いもあるため、場合によっては半年〜1年以上延期されるケースもある。
収録もので帯番組となっている昼ドラマや一部バラエティ番組は土・日曜日を除く5日間放送するため後日改めての放送は困難であり、録画番組は翌日未明帯（0時台以降）に放送する場合が多かったが（2016年3月までフジテレビ系列にて放送された、『ライオンのごきげんよう』や『THKドラマ』〈昼ドラマ、東海テレビ制作〉などが該当）、2009年3月までTBS系列で平日13時台に放送されていたもの（ひるドラなど）については、翌日（金曜日放送分の休止時は土曜日または翌週月曜日）10時台を代替放送枠に設定していることが多く、過去に放送が中断や休止されたものはその全てを10時台に代替放送することで調整していた。一方、テレビ朝日で1981年から1993年まで放送されていた『100万円クイズハンター』は、放送が中断・休止された日の分は次の日曜日の6時から、臨時枠移動して放送された。
生放送番組は企画流れとなってしまうが、時事を取り扱う情報番組・ワイドショー番組等については、報道特別番組に準ずる内容に変更して放送を維持することも多い。この場合、予定内容を一部変更して放送する旨がテロップもしくはキャスターコメントで伝えられる。さらに、（その情報番組・ワイドショー番組に）定期出演しているタレントはこの回に限り不出演とし、アナウンサー・フリーアナウンサー等のみで進行する場合もある。また、正式な報道特別番組に変更するためにその番組としては休止になるも、その番組の出演者がそのまま報道特別番組のキャスターとなるケースもある。
この他にも、大地震の際には被災地の系列局ではキー局におけるレギュラー編成復帰後の全国ネットの通常番組を独自の報道特番に差し替えるケースがあり、その場合連続ドラマの振替放送枠の調整が必要となる他、バラエティー番組についてはその地域では放送が返上されるケースすらある。
在京4系列でも、深夜アニメの放送がさかんとなっている2010年代以降、深夜アニメの放送枠が報道特別番組に差し替えられ順延が発生した場合、調整次第では最終話まで放送されず打ち切りとなるケースが起こり得る他、大災害の場合には被災者への配慮などから製作委員会側の判断により休止か最悪前週分を以って打ち切られる場合もある。

### 民放ラジオ
ラジオは、テレビに比べて地域密着性が強いため、全国ネットの報道特別番組が組まれる場合でも比較的短時間で終わることがある。特に大地震の場合被災地から離れた地域では全国ネットの報道特別番組が組まれた場合であってもその時間が自主編成の時間帯であればそれを一切ネットせず通常番組を放送することがある一方、大地震の被災地となった地域ではテレビをはるかに上回る超長時間の特別編成になることもある。この他、ラテ兼営局ではラジオ側の全国ネットの報道特別番組を流さない代わりにテレビ側の報道特別番組の音声をサイマル放送することがある。
なお、全国ネットの報道特別番組がどうしても必要な事例についてはJRNはTBSラジオ、NRNは文化放送が、JFNはTOKYO FMがキー局となりそれぞれの判断で決定する。

NRNでは時間によりニッポン放送発で全国ネット放送されることもあるが、発局切り替え時間の決定など運行については文化放送報道スポーツセンターの指揮にニッポン放送が従う形を取る。ただし、文化放送、ニッポン放送共にプロ野球日本シリーズと同様NRN向けと自局ローカルの二重制作を行い、自局の電波ではもう一方の局発のNRN報道特別番組を一切放送しない。
JRNとNRNのクロスネットでなおかつ県域に民放AM局が1局しかない地域では、テレビがTBS系列の兼営局であればJNN協定の解釈上JRN報道特別番組を優先の上、全国発信用の素材はJRN向けとNRN向けの2種類を制作して渡す。テレビが日本テレビ系列の兼営局でキー局への素材送りが発生するケースではNNN、JRN、NRNのそれぞれに向けた別々の素材を制作して渡さなければならない。
近畿広域圏（近畿大都市圏）では、テレビがTBS系列の局がJRN報道特別番組のネットワークに参加、NRN報道特別番組のネットワークにはラジオ大阪とKBS京都が参加する。この影響でJRNとNRNの両方に加盟している朝日放送ラジオ（ABCラジオ）では、1975年（昭和50年）のテレビのネットチェンジ以後、例え報道特別番組であっても完全自社制作となりニッポン放送・朝日新聞社と取材協力する。

#### 長時間特番の具体例
1995年（平成7年）の阪神・淡路大震災では、被災地の局であるラジオ関西（CRK。当時はAM KOBE）が発生直後から3日間、69時間一切のCMを放送せず、本来なら当時は放送休止となる深夜の時間にも連続で放送する非常態勢を取った。毎日放送（現在のMBSラジオ）・朝日放送（ABCラジオ。現在の朝日放送ラジオ）は丸2日間、ラジオ大阪も1日半以上CMなしで特別番組を放送した。
2011年（平成23年）3月の東日本大震災の場合、首都圏でも千葉・茨城を中心に甚大な被害が出たため、TBSラジオ、文化放送、ニッポン放送、TOKYO FM、茨城放送（現在のLuckyFM茨城放送）が地震発生直後の11日午後から14日朝5時まで断続的に特別番組を放送し続けた（ラテ欄には通常番組タイトルの並んだ地域もあるが、内容を変えた局もある）。一方、東北地方の被災地では11日の夜以降完全にCM抜き・災害報道に移行した。ラジオ福島は福島第一原発事故も重なり実に350時間（丸14.58日間）、date fmが270時間（丸11.25日間）、東北放送（TBCラジオ）は231時間（丸9.625日間）、IBC岩手放送も108時間（丸4.5日間）に亘って一切のCM放送をしない非常態勢を取り続けた。特にラジオ福島は一部時間帯をラジオNIKKEIへの同時ネットとし、全国で聴取できるようにした。

## 報道特別番組中のCMの扱い
CMの放送については、各局、各系列によって契約が少しずつ異なることから違いがある。ただ、多くの民間企業が宣伝目的であるCMの放送を自粛するケースもあり、このような場合はACジャパンやJARO（かつては地上デジタル放送推進も）などのCMに差し替えられる。NHKはCMが存在しないので関係がない。
時間帯や内容によってはCMの一部もしくは全てが放送されないこともあるためか、その際には営業担当社員がスポンサーや広告代理店に事実関係の報告をし、承諾を得る連絡に追われることになる。ただしスポンサー契約の際にあらかじめ「報道特別番組など突発的な臨時編成を組む場合の対応」についての特約条項が盛り込まれるようになった。特約があるとはいえCMの契約は細かく、それぞれに合わせてCM放送データの自動番組制御装置へのデータ入力作業は煩雑で、極限られた時間中にこれを行うことはミスを招く結果となり、発局ローカルCMがそのまま流れる、地元ローカルのCMが出ない、あるいは中断する、CMに入らずスタジオの映像のまま打ち合わせの風景が流れるといった放送事故（CM事故）も多い。